# 309 (عدد)
309 هو عدد صحيح، يلي العدد 308 وويسبق العدد 310.

## في الرياضيات

### خصائص
- عدد طبيعي.[3]
- عدد فردي.[4][5]
- عدد موجب،[6] السالب منه هو -309.[7]

## في التاريخ
- 309 هـ هي سنة في التقويم الهجري.
- هي سنة 309 م في التقويم الميلادي.

## وصلات خارجية
الأعداد الصاتمة، ديوان اللغة العربية.